# رونالد أوقستو
رونالد أوقستو (بالبرتغالية: Ronald Augusto‏) هو ناقد أدبي وموسيقي وشاعر برازيلي، ولد في 4 أغسطس 1961 في ريو غراندي في الولايات المتحدة.